# Piotr Nawrocki (oficer)
Piotr Nawrocki – pułkownik Wojska Polskiego; zastępca szefa sztabu 10 Brygady Kawalerii Pancernej (2015–2016); od 2016 w Sojuszniczym Dowództwie Sił Połączonych; od 2023 r. zastępca dowódcy 1 Dywizji Piechoty Legionów.

## Przebieg służby wojskowej
Piotr Nawrocki we wrześniu 1992 r. podjął studia w Wyższej Szkole Oficerskiej Wojsk Zmechanizowanych, którą po przeformowaniu w 1994 r. w Wyższą Oficerską Szkołę im. Tadeusz Kościuszki we Wrocławiu uzyskał w 1996 r. dyplom inżyniera zarządzania w specjalności dowodzenie wojskami – dowódcy. W 1996 r. został wyznaczony na stanowisko dowódcy plutonu w batalionie dowodzenia 10 Brygady Kawalerii Pancernej w Świętoszowie, gdzie na tym stanowisku pełnił służbę do 7 marca 1999 r. Z dniem 8 marca 1999 r. objął stanowisko dowódcy kompanii zmechanizowanej. W 2000 r. został wyznaczony na funkcję szefa taktycznego zespołu kontroli obszaru powietrznego na którym był do 2001 r. W okresie tym pełnił służbę podczas zmiany XIV i XV w Polskim Kontyngencie Wojskowym w Syrii na stanowisku oficera operacyjnego wydziału operacyjnego, sztab POLBATT (2000–2001). W 2001 r., po zakończeniu ostatniej misji, był dalej na stanowisku szefa taktycznego zespołu kontroli obszaru powietrznego na którym pełnił służbę do 2003 r. W 2003 r. objął funkcję oficer łącznikowy – tłumacz w sekcji operacyjnej. W 2005 r. i w 2007 r. w ramach IV i VIII zmiany uczestniczył w misjach poza granicami kraju w ramach Polskiego Kontyngentu Wojskowego w Iraku. 
W 2007 r. ukończył Wyższą Szkołę Zarządzania we Wrocławiu. 1 lipca 2007 r. został wyznaczony na stanowisko oficer sekcji współpracy cywilno-wojskowej. W okresie od 28 października 2010 r. do 20 kwietnia 2011 r. pełnił służbę w Afganistanie jako szef sekcji S-3 w ramach VIII zmiany Polskiego Kontyngentu Wojskowego w Afganistanie. Z dniem 21 października 2011 r., po powrocie z misji objął obowiązki szefa sekcji S-3 w 10 Brygadzie Kawalerii Pancernej w Świętoszowie. W międzyczasie będąc na stanowisku szefa sekcji S-3 uczestniczył od 26 listopada 2013 r. do 5 czerwca 2014 r. jako szef sekcji operacyjnej S-3 w ramach XIV zmiany w Polskim Kontyngencie Wojskowym w Afganistanie. 2 marca 2015 r. został skierowany na Wyższy Kurs Sztabowy. We wrześniu 2015 r. pełnił obowiązki szefa sztabu 10 BKPanc.. 1 grudnia 2015 r. objął funkcję zastępcy szefa sztabu 10 Brygady Kawalerii Pancernej w Świętoszowie. 8 września 2016 r. został pożegnany przez dowódcę 10 Brygady Kawalerii Pancernej gen. bryg. Macieja Jabłońskiego w związku z wyznaczeniem na stanowisko w Sojuszniczym Dowództwie Sił Połączonych (JFC NAPLES). Od 2023 r. w stopniu pułkownika pełni służbę na stanowisku zastępcy dowódcy 1 Dywizji Piechoty Legionów.

## Awanse
- podporucznik – 1996[1]

(...)
- pułkownik – 2023[4][5]

## Ordery, odznaczenia i wyróżnienia
Podczas 33 letniej służby był odznaczany i wyróżniany:
- Gwiazda Iraku (dwukrotnie)
- Gwiazda Afganistanu
- Srebrny Medal „Siły Zbrojne w Służbie Ojczyzny”
- Brązowy Medal „Siły Zbrojne w Służbie Ojczyzny”
- Brązowy Medal „Za zasługi dla obronności kraju”
- Wojskowa Odznaka Sprawności Fizycznej I stopnia
- Odznaka Skoczka Spadochronowego Wojsk Powietrznodesantowych – 1994
- Odznaka pamiątkowa 10 Brygady Kawalerii Pancernej[6]
- Odznaka pamiątkowa 1 Dywizji Piechoty Legionów – 2025 (ex officio)

i inne